# Памятники архитектуры Унтеррата
Перечень памятников архитектуры Унтеррата (административный район г. Дюссельдорфа, Германия) включает в себя 10 охраняемых законом и каталогизированных памятников архитектуры, представляющих историческую и художественную ценность (по данным на апрель 2023 года). Этот перечень включен в общий список памятников архитектуры Дюссельдорфа на основании закона о памятниках архитектуры Северного Рейна-Вестфалии.

## Список памятников архитектуры
| Изображение                                        | Наименование памятника          | Адрес                         | Датировка памятника           | Дата постановки на учёт       | Код памятника                 | Положение на карте            |
| Ам Клостерхоф (Am Klosterhof)                      | Ам Клостерхоф (Am Klosterhof)   | Ам Клостерхоф (Am Klosterhof) | Ам Клостерхоф (Am Klosterhof) | Ам Клостерхоф (Am Klosterhof) | Ам Клостерхоф (Am Klosterhof) | Ам Клостерхоф (Am Klosterhof) |
| -------------------------------------------------- | ------------------------------- | ----------------------------- | ----------------------------- | ----------------------------- | ----------------------------- | ----------------------------- |
|                                                    | Дом священника                  | Ам Клостерхоф, 6              | XVIII век                     | 15 декабря 1983               | 491                           | Карта                         |
|                                                    | Жилое здание                    | Ам Клостерхоф, 10             | XVII век                      | 8 декабря 1983                | 489                           | Карта                         |
| Ам Рёттхен (Am Röttchen)                           |                                 |                               |                               |                               |                               |                               |
|                                                    | Церковь Св. Петра               | Ам Рёттхен, 10                | 1955-1956                     | 16 января 2006                | 1546                          | Карта                         |
| Ан дер Гольцхаймер Хайде (An der Golzheimer Heide) |                                 |                               |                               |                               |                               |                               |
|                                                    | Начальная школа                 | Ан дер Гольцхаймер Хайде, 120 | 1935-1936, 1954—1958          | 22 мая 2006                   | 1565                          | Карта                         |
| Эккенерштрассе (Eckenerstraße)                     |                                 |                               |                               |                               |                               |                               |
|                                                    | Библиотека: рельеф «Чтение»     | Эккенерштрассе, 1             | 1956                          | 16 января 2006                | 1547                          | Карта                         |
| Калькумер Штрассе (Kalkumer Straße)                |                                 |                               |                               |                               |                               |                               |
|                                                    | Здание начальной школы          | Калькумер Штрассе, 85         | конец XIX века                | 9 сентября 2002               | 1508                          | Карта                         |
|                                                    | Пилон «Стальные крылья»         | Калькумер Штрассе, 0          | 1962                          | 16 января 2006                | 1548                          | Карта                         |
| Кисхеккер Вег (Kieshecker Weg)                     |                                 |                               |                               |                               |                               |                               |
|                                                    | Мотт и бейли                    | Кисхеккер Вег, 0              | Средневековье                 | 14 июля 1999                  | 1462                          | Карта                         |
| Кюртенштрассе (Kürtenstraße)                       |                                 |                               |                               |                               |                               |                               |
|                                                    | Церковь «Св. Марии под Крестом» | Кюртенштрассе, 160            | 1869-1871                     | 4 января 1984                 | 506                           | Карта                         |
| Унтерратер Штрассе (Unterrather Straße)            |                                 |                               |                               |                               |                               |                               |
|                                                    | Дом «Цур Клинке»                | Унтерратер Штрассе, 56        | 1784                          | 10 августа 1983               | 406                           | Карта                         |